# Clea hidalgoi
Clea hidalgoi is een slakkensoort uit de familie van de Buccinidae. De wetenschappelijke naam van de soort is voor het eerst geldig gepubliceerd in 1886 door Crosse.